# خوارزميات سي++
الخوارزميات في مكتبة لغة سي++ هي المكونات التي تجري عمليات خوارزمية على الحاويات وغيرها من المتواليات.